# Nikaho
Nikaho (にかほ市) é uma cidade japonesa localizada na província de Akita.
Em 2008 a cidade tinha uma população estimada em 28 289 habitantes e uma densidade populacional de 117,57 h/km². Tem uma área total de 1 152,57 km².
A cidade foi criada em 1 de Outubro de 2005 em resultado da fusão das vilas de Kisakata e Konoura.